# Réflexions ou sentences et maximes morales
Les Réflexions ou sentences et maximes morales, communément connues sous le nom de Maximes, sont un ouvrage de La Rochefoucauld dont la première édition remonte à 1664 (édition hollandaise) et la première édition française à 1665, cette dernière étant considérée comme l'édition originale.

## Genèse
La Rochefoucauld a eu l’idée de composer un grand nombre de maximes, et surtout de les publier, dans le salon de Madeleine de Sablé où a été lancé le genre littéraire des maximes. On trouve d’ailleurs une certaine proximité de préoccupations dans les maximes de celle-ci et celles de La Rochefoucauld. Les maximes étaient discutées par Madeleine de Sablé ainsi que Jacques Esprit, la princesse de Guéméné, la duchesse de Schomberg, la comtesse de Maure ou Eléonore de Rohan. Les transformations effectuées à la version de l’édition de 1665 doivent beaucoup à ces amis influents.
Les Maximes ont été souvent réimprimées depuis les cinq éditions originales données du vivant de l’auteur. La sixième édition, publiée en 1693, contenait cinquante pensées nouvelles, dont l’authenticité ne fut pas contestée par la famille. Plusieurs éditions ultérieures furent faites avec peu de fidélité, en bouleversant l’ordre des pensées, en altérant et défigurant le texte, pour rendre le style plus grammatical.

## Réception
« C’est un des ouvrages qui contribuèrent le plus à former le goût de la nation, et à lui donner un esprit de justesse et de précision… Il accoutuma à penser et à renfermer des pensées dans un tour vif, précis et délicat »

— Voltaire, Le Siècle de Louis XIV, chapitre 32
Les contemporains, et surtout les contemporaines les plus attachées à l’auteur, celles qui louaient en lui la noblesse des sentiments, la bonté, l’affection, le dévouement aux amis, furent pourtant les premières à se récrier contre son livre. « Nous avons lu les Maximes de M. de La Rochefoucauld. Ah ! madame ! quelle corruption il faut avoir dans l'esprit et dans le cœur pour écrire tout cela ! » écrivait, à Madeleine de Sablé, Marie-Madeleine de La Fayette elle-même, qui, n’étant entrée dans la vie de La Rochefoucauld qu’après la première édition des Maximes, n’aurait été écoutée que pour les suivantes.

## Analyse
On a essayé de justifier l’auteur en cherchant à voir dans une peinture qui abaisse systématiquement l’homme à une préparation, une introduction aux dogmes chrétiens qui le relèvent. « L’Évangile commence où votre philosophie finit », écrivait un de ses contemporains à La Rochefoucauld. On a essayé aussi de dire que l’auteur des Maximes n’a retracé aussi crûment les défauts et les vices des hommes que pour mieux les en faire rougir et les en corriger. Mais il n’y a pas dans l’œuvre entière, où règne le sang-froid philosophique le plus complet, un mot, un accent qui puisse faire prêter à l’auteur le rôle de misanthrope vertueux, de témoin intérieurement indigné des sentiments et des actions dont il trace le tableau.
Si l’ouvrage de La Rochefoucauld est l’œuvre d’un esprit très pénétrant qui paraît systématiquement occupé à une considération exclusive des aspects négatifs de la nature humaine, qui lui ont valu la qualification de philosophe de l’amour-propre, c’est que le pessimisme dont il est imprégné doit beaucoup à la doctrine de Port-Royal qui a marqué la littérature de l’époque classique. La dénonciation de la vanité humaine, la réfutation du libre arbitre, la mise à nu de la faiblesse de l’être et des feintes dont il use vis-à-vis de lui-même, ou la peinture de son insignifiance, doivent être pris comme autant de témoignages de cet esprit janséniste qui traverse les Maximes.
Grâce à la précision et à la netteté originales de son style, relevé par des ornements dont la distinction égale la sobriété, La Rochefoucauld a décrit son temps et une société pleine d’intrigues et de révolutions perpétuelles pour laisser, de modèles passagers envisagés dans une perspective pessimiste, une image immortelle.

## Éditions
La Rochefoucauld a donné, de son vivant, cinq éditions originales, successivement modifiées, de ses Maximes, ajoutant quelquefois de nouveaux développements à sa pensée, l’amenant plus souvent à plus de netteté par une plus grande concision.
La première version parut en 1665 sous le titre de Réflexions ou Sentences et Maximes morales, avec un Discours sur les Réflexions et un Avis au lecteur. Le Discours sur les réflexions ou sentences et maximes morales qui l’accompagne est attribué à La Chapelle-Bessé. Cette édition comptait trois cent seize maximes numérotées, plus une Réflexion sur la mort ne portant pas de numéro.
La seconde édition, donnée en 1666, ne contient plus que trois cent deux maximes. Le Discours de La Chapelle-Bessé en a été retiré et ne reparaîtra que dans l’édition posthume de 1693. La troisième, parue en 1671, en renferme trois cent quarante et une et celle de 1675, quatre cent treize : cette édition porte pour la première fois l’épigraphe : « Nos vertus ne sont le plus souvent que des vices déguisés. »
La cinquième édition, datant de 1678, contient cinq cent quatre maximes ; c’est la dernière revue par l’auteur, celle qui constitue la rédaction définitive.

### Éditions anciennes (XVIIesiècle)
- Sentences et maximes de morale, La Haye, Jean & Daniel Steucker, 1664. 189 maximes.
- Réflexions ou sentences et maximes morales, Paris, Claude Barbin, 1665. 314 maximes.
- Réflexions ou sentences et maximes morales (contrefaçon), Paris, Claude Barbin, 1665. 317 maximes.
- Réflexions ou sentences et maximes morales (contrefaçon), Paris, Claude Barbin, 1665. 318 maximes.
- Réflexions morales de Monsieur de L. R. Foucaut[2]. (contrefaçon), Paris, Claude Barbin, 1665. 316 maximes.
- Réflexions ou sentences et maximes morales, nouvelle édition, Paris, Claude Barbin, 1666. 302 maximes.
- Réflexions ou sentences et maximes morales, troisième édition, Paris, Claude Barbin, 1671. 341 maximes.
- Réflexions ou sentences et maximes morales, dernière édition revue et corrigée, Rouen, Jacques Lucas, 1672. 373 maximes.
- Réflexions ou sentences et maximes morales, dernière édition revue et corrigée, Lyon, P Compagnon et Robert Taillandier, 1672. 317 maximes.
- Réflexions ou sentences et maximes morales, quatrième édition, Paris, Claude Barbin, 1675. 413 maximes.
- Réflexions ou sentences et maximes morales, troisième édition, suivant la copie imprimée à Paris, 1676 (et 1679 ensuite). 318 maximes (reproduction de l'édition de 1665)
- Réflexions ou sentences et maximes morales, cinquième édition, Paris, Claude Barbin, 1678. augmentée de plus de cent nouvelles maximes.
- Nouvelles réflexions ou sentences et maximes morales, deuxième partie, Paris, Claude Barbin, 1678. Tirage à part des 107 maximes nouvelles de la cinquième édition.
- Réflexions ou sentences et maximes morales, quatrième édition, Lyon, P Compagnon et Robert Taillandier, 1685. Édition en deux parties reprenant les nouvelles maximes.
- Réflexions ou sentences et maximes morales, sixième édition, Toulouse, Marin Fouchac, 1688.
- Réflexions ou sentences et maximes morales, quatrième édition, Lyon, Benoist Vignieu, 1690. Édition en quatre parties, la quatrième étant des pensées anonymes.
- Réflexions ou sentences et maximes morales, sixième édition, Paris, Claude Barbin, 1693. Dernière édition originale contenant une vingtaine de nouvelles maximes.

### Édition contemporaine
- Réflexions ou sentences et maximes morales et réflexions diverses, Éd. Laurence Plazenet, Paris, Champion, 2002  (ISBN 9782745312389)